# Juan Acuña (Fußballspieler, 1921)
Juan Acuña, mit vollständigem Namen Juan Manuel Acuña Romero, (* 16. Oktober 1921 in Iquique; † 5. Dezember 1989) war ein chilenischer Fußballspieler. Der Mittelfeldspieler gewann drei Meisterschaften und nahm mit der chilenischen Nationalmannschaft am Campeonato Sudamericano 1947 teil.

## Karriere

### Verein
Juan Acuña spielte in der Stadtauswahl von Iquique und gewann den Campeonato Absoluto 1943. Dadurch wurde Audax Italiano auf den Mittelfeldspieler aufmerksam und verpflichtete diesen 1944. Dort schaffte er es allerdings nicht zum Stammspieler und wechselte 1945 auf Leihbasis zum CD Green Cross. Mit dem Klub gewann Acuña die Meisterschaft 1945.

### Nationalmannschaft
In der Nationalmannschaft Chiles debütierte Juan Acuña im Dezember 1947 beim Campeonato Sudamericano in Ecuador im ersten Gruppenspiel gegen Peru. Beim 2:1-Sieg des Teams von Luis Tirado wurde Acuña für José Sepúlveda eingewechselt. Acuña kam noch in vier weiteren Turnierspielen zum Einsatz, davon stand er beim 4:1-Erfolg gegen Kolumbien in der Anfangself. Das letzte Länderspiel bestritt Acuña beim 4:3-Erfolg gegen Bolivien. La Roja beendete das Turnier in Ecuador als vierte der sieben teilnehmenden Mannschaften.

## Erfolge
Green Cross
- Chilenischer Meister: 1945

Audax Italiano
- Chilenischer Meister: 1946, 1948